# 塞內加爾異吻象鼻魚
塞內加爾異吻象鼻魚，為輻鰭魚綱骨舌魚目象鼻魚科的其中一種。分布於非洲塞內加爾、尼日、查德及甘比亞的淡水流域，棲息於水底，具有發電器官，用來偵測獵物，體長可達32.1公分，可作為食用魚。

## 外部連結
- 塞內加爾異吻象鼻魚的圖片 （页面存档备份，存于）